# Merchtem
Merchtem är en kommun i Belgien.   Den ligger i provinsen Flamländska Brabant och regionen Flandern, i den centrala delen av landet, 14 km nordväst om huvudstaden Bryssel. Antalet invånare är 15 490. Merchtem gränsar till Meise.
Trakten runt Merchtem består till största delen av jordbruksmark. Runt Merchtem är det tätbefolkat, med 397 invånare per kvadratkilometer.